# Arremeter
Arremeter (português brasileiro) ou borregar (português europeu) (em linguagem técnica, go-around) é o procedimento no qual o piloto de uma aeronave retoma o voo dela depois de falhas no procedimento do pouso ou quando o piloto não tiver referência visual da pista (mesmo voando em IFR). A arremetida (português brasileiro) ou borrego (português europeu) pode ocorrer ainda em voo, durante a reta final ou após a aeronave ter "tocado" a pista. O toque-arremetida é o procedimento usado pelos pilotos para treino dos procedimentos de pouso.
Após o toque arremetida, a aeronave é deslocada para o VOR de espera para dar a volta,
e tentar fazer a operação novamente. Em aproximações CAT II e CAT III é possível, também, o toque arremetida, pois o visual do ambiente está em condições críticas.

## Exemplo

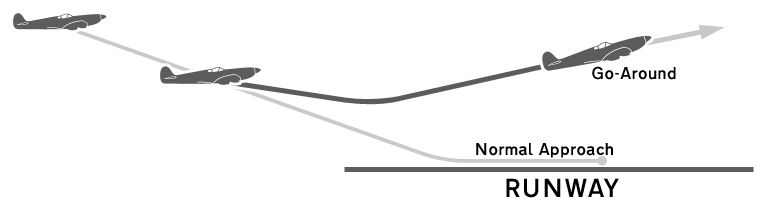
Esquema do go-around.

Aproximação ao Aeroporto de Congonhas/São Paulo: APR FL 043 (4300 FT) 152 KTS RWY 35L ILS
Após a aeronave passar o ponto DAD (NDB) intercepta o ILS 05NM OUT, caso as condições do clima forem extremas, com ventos fortes e sem visual da pista, mesmo em categorias II e III será declarado pelo comandante o GO AROUND (arremeter). Nesta operação o voo será desviado a VOR STN (santana) e subirá para o nível de voo FL060 (6 000 pés para dar a volta no VOR RDE e tentar novamente a aproximação com a pista 35L (pista com uma orientação de 35°) ou será desviado para o VOR STN e efetuar o pouso em GRU (Guarulhos Intl) na pista 09R.